# Casa Sager
Sager House (sueco: Sagerska huset ) o el Palacio Sager (Sagerska palatset) es la residencia oficial del Primer ministro de Suecia. Se encuentra localizado en la calle Strömgatan número 18, en Estocolmo central.

## Ubicación
Sager House está localizada en el barrio de Estocolmo llamado Norrmalm, en la calle Strömgatan, en el lado norte del río Norrström

### Alrededores
Sager House se encuentra entre: Rosenbad, la Cancillería de Gobierno (en el oeste); el Ministerio para Asuntos Exteriores (el antiguo Arvfurstens Palats) y la Ópera Real Sueca en Gustav Adolfs torg (en el este).
Se encuentra frente al edificio del Parlamento (Riksdag, en la isla Helgeandsholmen), y el Palacio Real (en la isla Stadsholmen), y está conectado con ellos sobre el río Norrström a través de los puentes Riksbron y Norrbro, respectivamente.

## Historia
Los primeros registros históricos de un edificio en ese lugar datan de 1640. En 1880 la propiedad fue adquirida por los hermanos Sager. La familia Sager fue propietaria del Palacio Sager desde 1880 a 1986. 
En 1988 el edificio fue adquirido por el Estado sueco para ser convertido en la residencia oficial del Primer ministro de Suecia. Antes de ser comprado, no había residencia oficial en Estocolmo para el jefe de gobierno. El primer Jefe de Gobierno que utilizó el edificio después de una extensa renovación para su nuevo uso fue Göran Persson (1996-2006). Fredrik Reinfeldt se mudó ahí después de las elecciones generales suecas de 2006.

### Arquitectura
En 1893 Robert Sager remodeló el Palacio, incluyendo la creación de una nueva planta con un techo Mansard y una fachada estilo Neobarroco francés con detalles Neo-Rococó, que todavía pueden verse.